# 富樫村
富樫村（とがしむら）は、石川県石川郡に存在した村。

## 地理
- 現在の金沢市南部に位置しており、平野部から高台の地域である。現在の泉野・高尾周辺の地域に当たる。
- 1935年（昭和10年）に潟津村・粟崎村・米丸村・鞍月村・大野町とともに金沢市に編入合併してからは金沢市の地域となる。
- 富樫村は高台に位置しているため、古くから野菜栽培やタケノコの栽培が行われてきた。現在は住宅地が多く、ロードサイド型の店舗も多い。また、金沢外環状道路の山側幹線（山側環状）の全線開通により、交通の要所となりつつある。

## 歴史
- 富樫村の由来は加賀国の荘園である富樫荘から来ており、富樫荘53村の一部である。
- 1488年6月からの長享の乱では富樫政親が高尾城を巡り加賀一向一揆衆と激しい攻防を繰り広げた。しかし、戦資金の枯渇や農民の協力も得られず1489年に自決をすることになった。
- 1889年（明治22年）に地黄煎（じおうぜん）・円光寺（えんこうじ）・山科（やましな）・高尾（たかお）・伏見新（ふしみしん）・窪（くぼ）・清瀬（きよせ）・坪野（つぼの）・寺地（てらじ）・倉ヶ岳（くらがたけ）の10村が合併して富樫村が発足した。その後、1935年（昭和10年）に金沢市に編入合併してからは地黄煎以外の大字は金沢市の町名としてそのまま継承され、大字地黄煎は富樫町（現在の金沢市富樫）に改称された。
- 世帯数は291戸、人口は1,818人（ともに1920年当時）。

## 沿革
- 1889年（明治22年）4月1日 - 町村制の施行により、地黄煎村、円光寺村、山科村、高尾村、伏見新村、窪村、清瀬村、坪野村、寺地村及び倉ヶ岳村の区域をもって、富樫村が発足する。
- 1935年（昭和10年）12月16日 - 潟津村、富樫村、粟崎村、米丸村、鞍月村及び大野町が金沢市に編入する。

## 現在の町名
住居表示実施地域
- 円光寺本町、山科の全域と弥生、泉が丘、円光寺、富樫、寺地、伏見台、長坂台、有松、泉野出町の各一部。

住居表示未実施地域
- 山科町、高尾町、伏見新町、窪町、清瀬町、坪野町、倉ヶ嶽、窪、高尾、高尾南の全域と高尾台、光が丘の各一部。